# Pinky Jones
Pinky Jones (ピンキージョーンズ?, Pinkī Jōnzu) è il secondo singolo major (quarto in assoluto) del gruppo musicale di idol giapponesi Momoiro Clover, pubblicato il 10 novembre 2010 dall'etichetta Starchild, filiale della King Records Japan. Ha debuttato alla posizione numero 8 della classifica settimanale della Oricon.

## Il disco
La title track del singolo, composta da Narasaki dei Coaltar of the Deepers, si discosta notevolmente dai precedenti lavori del gruppo risultando essere più caotica e fuori dagli schemi, caratteristica che diverrà una costante delle pubblicazioni successive. È stata utilizzata inoltre come sigla di chiusura degli omake dell'anime Yosuga no sora.

## Tracce
Edizione standard
1. Pinky Jones (ピンキージョーンズ) – 4:12 (testo: Chokkyū Murano – musica: Narasaki)
2. Coco natsu (ココ☆ナツ) – 4:06 (Ken'ichi Maeyamada)
3. Kimi to sekai (キミとセカイ) – 3:48 (testo: Ayako Matsuda – musica: Akirastar)
4. Pinky Jones (Off vocal version) – 4:12
5. Coco natsu (Off vocal version) – 4:06
6. Kimi to sekai (Off vocal version) – 3:48

Edizione limitata A con DVD
1. Pinky Jones (ピンキージョーンズ) – 4:12 (testo: Chokkyū Murano – musica: Narasaki)
2. Coco natsu (ココ☆ナツ) – 4:06 (Ken'ichi Maeyamada)
3. Kimi to sekai (キミとセカイ) – 3:48 (testo: Ayako Matsuda – musica: Akirastar)
4. Pinky Jones (Off vocal version) – 4:12
5. Coco natsu (Off vocal version) – 4:06
6. Kimi to sekai (Off vocal version) – 3:48

1. Pinky Jones (Video musicale)

Edizione limitata con B con DVD
1. Pinky Jones (ピンキージョーンズ) – 4:12 (testo: Chokkyū Murano – musica: Narasaki)
2. Coco natsu (ココ☆ナツ) – 4:06 (Ken'ichi Maeyamada)
3. Kimi to sekai (キミとセカイ) – 3:48 (testo: Ayako Matsuda – musica: Akirastar)
4. Pinky Jones (Off vocal version) – 4:12
5. Coco natsu (Off vocal version) – 4:06
6. Kimi to sekai (Off vocal version) – 3:48

1. Coco natsu (Video musicale)

Edizione limitata C con DVD
1. Pinky Jones (ピンキージョーンズ) – 4:12 (testo: Chokkyū Murano – musica: Narasaki)
2. Coco natsu (ココ☆ナツ) – 4:06 (Ken'ichi Maeyamada)
3. Kimi to sekai (キミとセカイ) – 3:48 (testo: Ayako Matsuda – musica: Akirastar)
4. Pinky Jones (Off vocal version) – 4:12
5. Coco natsu (Off vocal version) – 4:06
6. Kimi to sekai (Off vocal version) – 3:48

1. Kimi to sekai (Video musicale)

## Classifiche
| Classifica (2010)            | Posizione più alta |
| ---------------------------- | ------------------ |
| Giappone (Oricon)            | 8                  |
| Giappone (Billboard Hot 100) | 28                 |